# Milanka Opačić
Milanka Opačić, née le 17 avril 1968 à Zagreb, est une femme politique croate, membre du Parti social-démocrate de Croatie (SDP). Elle est vice-présidente du gouvernement et ministre de la Politique sociale et de la Jeunesse depuis le 23 décembre 2011.

## Biographie

### Jeunesse et études
Entrée en 1987 à la faculté des sciences politiques de l'université de Zagreb, elle en ressort diplômée quatre ans plus tard. En 1990, elle rejoint le Parti social-démocrate de Croatie, nouvellement créé.

### Vie politique
Elle est élue députée à la Chambre des représentants lors des deuxièmes élections libres depuis la chute du régime communiste, en 1992. Un an après, elle intègre le comité central du SDP, dont elle est vice-présidente en 1996 et 2000. À partir de 1995, elle siège à la Diète, le nouveau Parlement monocaméral croate.
Elle redevient, en 2000, simple membre du comité central social-démocrate, puis est élue, quatre ans plus tard, vice-présidente du parti. En 2008, elle est en outre promue vice-présidente du groupe parlementaire.
Avec la victoire de la coalition Cocorico aux élections législatives du 4 décembre 2011, elle est nommée, le 23 décembre, vice-présidente du gouvernement et ministre de la Politique sociale et de la Jeunesse.